# Dysdera lucidipes melillensis
Dysdera lucidipes là một phân loài nhện trong họ Dysderidae.
Loài này thuộc chi Dysdera. Dysdera lucidipes melillensis được Eugène Simon miêu tả năm 1910.